# Myitkyina (municipalité)
Pour l’article homonyme, voir Myitkyina.
La municipalité de Myitkyina est une municipalité du district de Myitkyina, dans l’État de Kachin, en Birmanie. Sa principale ville est Myitkyina.